# August Emil Fieldorf
Generál August Emil Fieldorf (též známý jako August Fieldorf Nil) alias „Nil“ (20. března 1895 Krakov – 24. února 1953 Varšava) byl polský voják a národní hrdina.

## Biografie
Byl vůdčí osobností polského protinacistického odboje, velitelem Kedywu (1942–1944), zástupcem velitele Zemské armády (1944–1945) a organizátorem a šéfem odbojové organizace „Niepodległość”.
V letech 1945–47 vězněn v Sovětském svazu (pod falešnou totožností), poté žil pod jiným jménem v Polsku. V roce 1948 přiznal svoji totožnost, v roce 1950 byl zatčen. V roce 1952 jej prokurátorka Helena Wolińska-Brus v soudním procesu označila za přívržence fašismu a hitlerismu a uvedla, že v době jeho působení v Zemské armádě byli na jeho rozkaz popraveni sovětští partyzáni. Ve vykonstruovaném procesu byl komunistickým soudem odsouzen k smrti a v roce 1953 popraven. V roce 1989 byl rehabilitován.
V roce 2009 měl premiéru polský historický film Generał Nil, věnovaný jeho památce.

## Odkazy

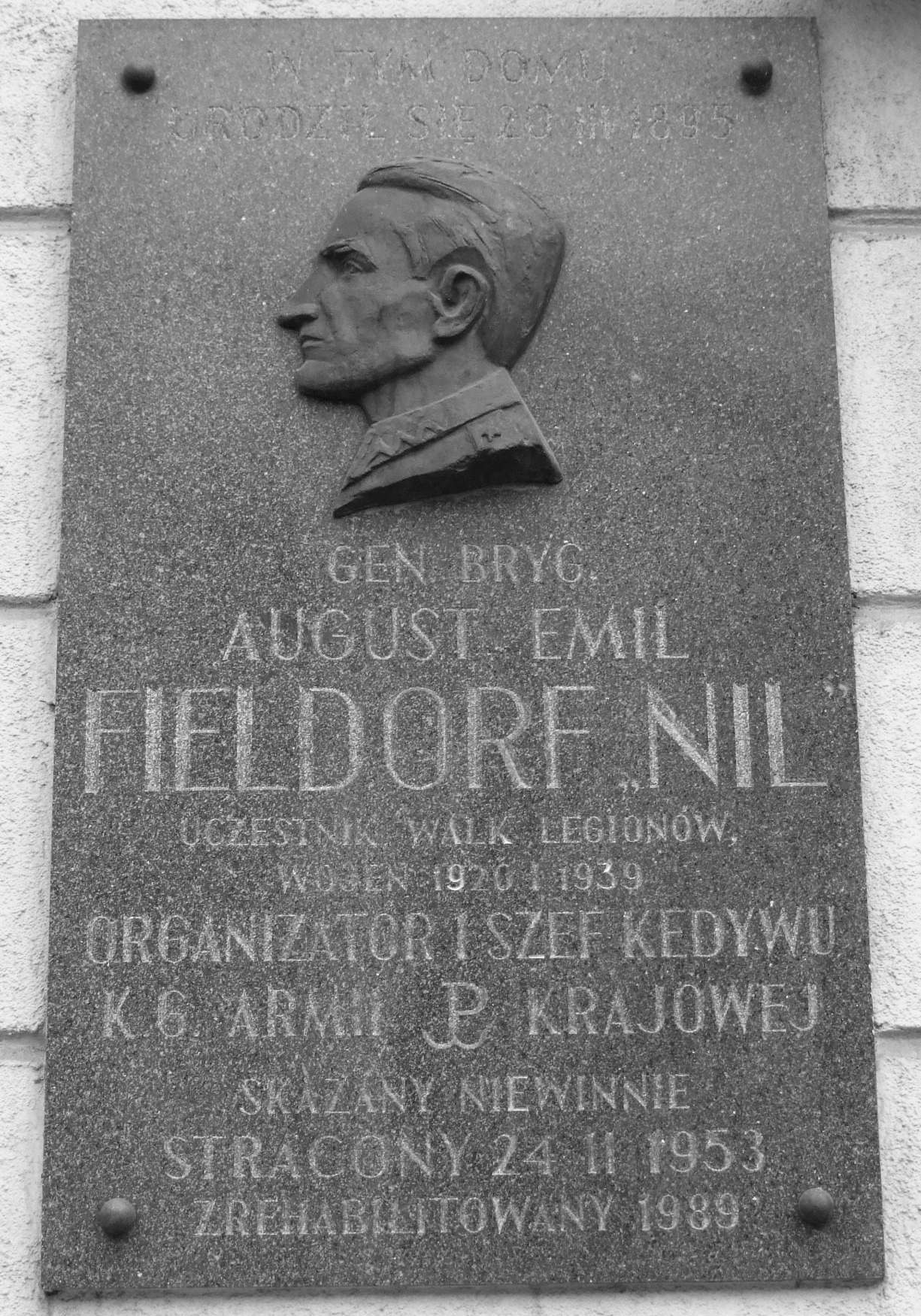
August Emil Fieldorf.